# 池田城跡公園
池田城跡公園（いけだしろあとこうえん、英: Ikeda Castle Remains Park）は、大阪府池田市城山町にある公園である。五月山の山麓に整備され、2000年にオープンした。

## 概要
室町時代から戦国時代にかけて、現在の池田市・箕面市・豊中市周辺を支配していた豪族・摂津池田氏により築城された池田城跡に整備された公園である。ヒメボタル等の希少生物の生息地であり公園整備によりその環境が失われることや、深刻な財政難である池田市が総工費約63億円の事業を行うことについて懸念の声もあったが、池田市で唯一の池泉回遊式庭園の公園として整備され、2000年にオープンした。一般財団法人池田市公共施設管理公社が指定管理者となっており、池田市観光協会主催のイベントをはじめコンサートなど様々なイベントも催される。
園内には白い城壁で囲まれた日本庭園が広がり、展望舎、茶室、管理棟があり、展望舎からは、園内、五月山、池田市街、兵庫県川西市、宝塚市、さらには大阪市や神戸市方面の風景を楽しむことができる。園内では、サクラ・ユリ・キクなど季節ごとに様々な花が咲く。南門を降りたところには、小さいながらも花菖蒲園が広っている。また園内には、大阪教育大学の学生寮、五月ケ丘寮の記念碑がある。
2004年4月には、池田市が舞台になった2003年度後期のNHK朝の連続テレビ小説「てるてる家族」の放送を記念して、「てるてる坊主の照子さん」文学碑が設置された。

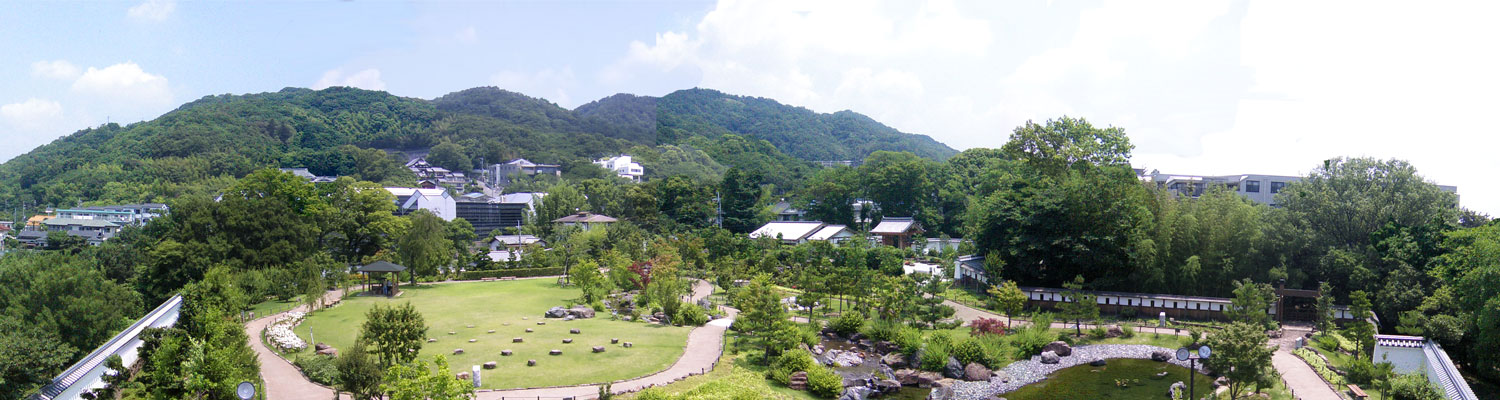
展望舎から園内・五月山方面の風景

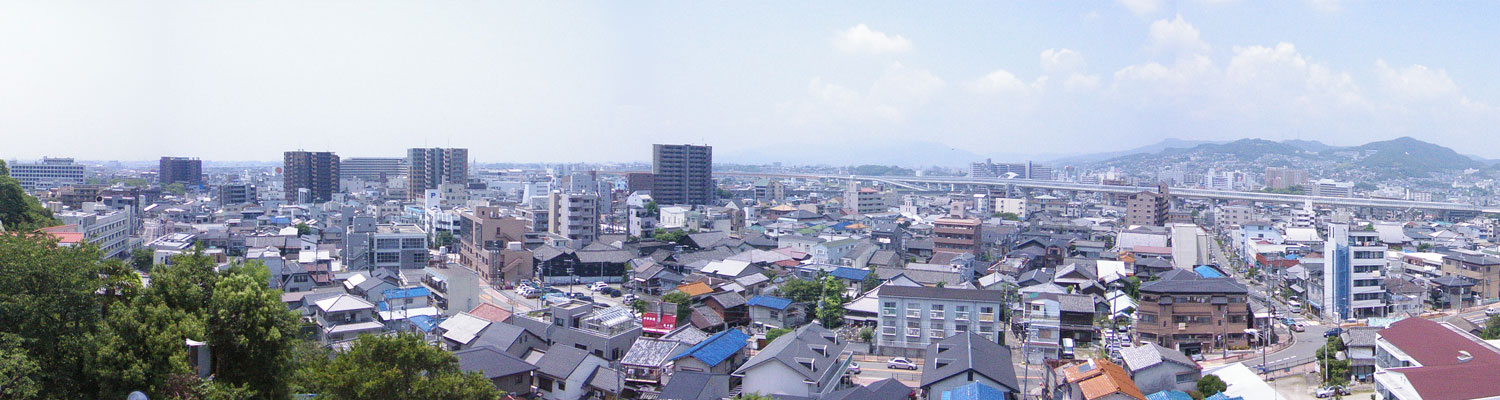
展望舎から池田・川西市方面の風景

## 祭事・催事

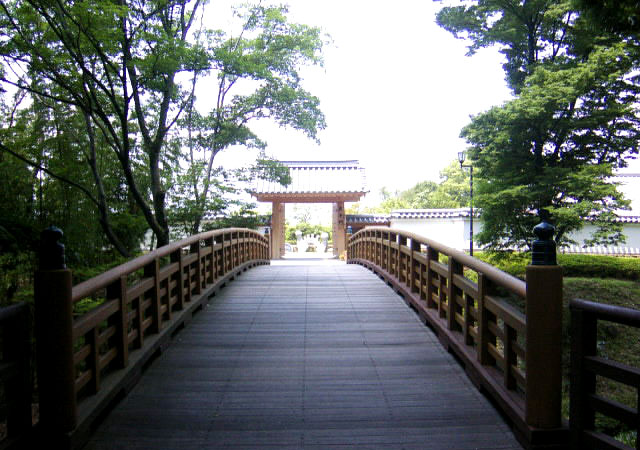
大手門

- さくらまつり（4月上旬）
- いけだ薪能（6月頃）
- いらっしゃいフェスティバル（11月頃）

## 交通
- 阪急宝塚線・池田駅より徒歩15分。
- 阪急バス「五月山公園・大広寺」より徒歩5分。

## 近隣施設
- 五月山公園
- 五月山体育館
- 逸翁美術館
- 池田文庫
- 伊居太神社
- 大広寺